# 권덕용 (레슬링 선수)
권덕용(權德龍, 1962년 8월 29일~)은 대한민국의 레슬링 선수, 지도자이다. 1988년과 1992년 하계 올림픽에 참가했으며 1991년 세계 선수권 대회에서 남자 그레코로만형 플라이급에서 금메달을 획득했다.